# Gyiophis vorisi
Espèce
Synonymes
- Enhydris vorisi Murphy, 2007

Statut de conservation UICN

 EN B2ab(iii) : En danger
Gyiophis vorisi est une espèce de serpents de la famille des Homalopsidae.

## Répartition
Cette espèce est endémique de Birmanie. Elle se rencontre vers Maubin dans le delta de l'Irrawaddy.

## Étymologie
Cette espèce est nommée en l'honneur de Harold Knight Voris (1940–).

## Publication originale
- Murphy, 2007 : A review of Enhydris maculosa (Blanford, 1879) and the description of a related species (Serpentes, Homalopsidae). Hamadryad, p. 31, no 2, p. 281-287.